# 清水沢公園グラウンド
清水沢公園グラウンド（しみずさわこうえんグラウンド）は、宮城県塩竈市にある野球場がある公園。
実質市民球場のようなものになっており、中体連の予選などの大会が行われている。

## 設備概要
- 両翼：91m、中堅：123m、ホームベースからバックネットまで：18.3m
- 内野：白土 外野：天然芝（雑草）
- 住所：宮城県塩竈市清水沢1丁目38-7
- 設備：放送席、BSOカウンター（電光）、スコアボード（黒板）